# Joseph Taylor Robinson
Joseph Taylor Robinson, född 26 augusti 1872 i Lonoke County, Arkansas, död 14 juli 1937 i Washington, D.C., var en amerikansk politiker.
Han var demokraternas ledare i USA:s senat 1923–1937 och partiets vicepresidentkandidat i presidentvalet i USA 1928.

## Biografi
Joseph Taylor Robinson studerade först vid University of Arkansas och fortsatte sedan med studier i juridik vid University of Virginia. Han var ledamot av USA:s representanthus 1903–1913. I 1912 års guvernörsval i Arkansas besegrade han sin partikamrat, den sittande guvernören George Washington Donaghey. Strax efter att ha tillträtt som Arkansas guvernör valdes han i ett fyllnadsval till USA:s senat. Robinson omvaldes 1918, 1924, 1930 och 1936. Han var senatens minoritetsledare 1923–1933 och majoritetsledare 1933–1937.
Joseph Taylor Robinsons grav finns på begravningsplatsen Roselawn Memorial Park i Little Rock.